# Rasmus Würtz
Rasmus Østergaard Würtz (Skive, 18 settembre 1983) è un ex calciatore danese, di ruolo centrocampista.

## Palmarès
- Campionato danese: 2

Copenaghen: 2009
Aalborg: 2014